# Avalanchurus
Avalanchurus (лат.) — род трилобитов из отряда Phacopida, живших во времена силурийского периода. Назван по месту обнаружения: Avalanche Lake (Wenlock — Ludlow Epoch, около 430 млн лет, горы Маккензи, Северо-Западные территории, Канада).

## Описание
Кранидиальные переднебоковые края слабо выпуклые наружу, передний край субугловатый. L1 выдаётся вперёд, часто бугорчатый абаксиально; неподвижное поле относительно широкое, с обильными бугорками; адаксиальный ряд неподвижных бугорков довольно сглажен, могут быть вставлены дополнительные мелкие бугорки; либригенальное поле удлинённое; щёчное поле заострённое или с коротким шипом; гипостомальный задний край с задесрединным зубцом; пигидий широкий.

## Классификация
Род был впервые выделен в 1993 году в ранге подрода в составе рода †Struszia и включён в семейство †Encrinuridae из отряда факопиды. В состав рода включают несколько видов, некоторые из которых названы в честь членов групп Simon & Garfunkel и The Beatles. В 1997 году подрод был установлен на уровне отдельного рода.
- Avalanchurus dakon (Šnajdr, 1983)
  - =Balizoma dakon (Ludlow, Чехия)[3]
- Avalanchurus garfunkeli  Adrain & Edgecombe, 1997 (назван в честь Art Garfunkel) (Wenlock, lower Homerian, Wenlock Epoch, силур, Канада)
- Avalanchurus lennoni Edgecombe & Chatterton, 1993 (назван в честь John Lennon)
- Avalanchurus simoni Adrain & Edgecombe, 1997 (назван в честь Paul Simon) (Wenlock, upper Sheinwoodian, Wenlock Epoch, силур, Канада)
- Avalanchurus starri Edgecombe & Chatterton, 1993 (назван в честь Ringo Starr)
  - = Struszia starri (Ludlow?, Канада)
- другие виды
  - Avalanchurus spp. (несколько не названных, но описанных видов)[2]
  -  ?Avalanchurus obtusa (=Balizoma obtusa (Angelin, 1851), Struszia obtusa)[4][5]